# Ебенвайлер
Ебенвайлер (нім. Ebenweiler) — громада в Німеччині, знаходиться в землі Баден-Вюртемберг. Підпорядковується адміністративному округу Тюбінген. Входить до складу району Равенсбург.
Площа — 10,13 км2. Населення становить 1192 ос. (станом на 31 грудня 2020).